# Arthropogon
Arthropogon es un género de plantas de la familia Poaceae. Es originaria de Sudamérica. Comprende 10 especies descritas y de estas, solo 5 aceptadas.

## Taxonomía
El género fue descrito por Christian Gottfried Daniel Nees von Esenbeck y publicado en Flora Brasiliensis seu Enumeratio Plantarum 2(1): 319. 1829. La especie tipo es: Arthropogon villosus

## Especies aceptadas
A continuación se brinda un listado de las especies del género Arthropogon aceptadas hasta abril de 2014, ordenadas alfabéticamente. Para cada una se indica el nombre binomial seguido del autor, abreviado según las convenciones y usos.
- Arthropogon filifolius Filg.
- Arthropogon piptostachyus (Griseb.) Pilg.
- Arthropogon scaber Pilg. & Kuhlm.
- Arthropogon villosus Nees
- Arthropogon xerachne Ekman